# Horastrea
Genre
Horastrea est un genre de coraux durs de la famille des Coscinaraeidae.

## Liste d'espèces
Selon World Register of Marine Species (30 juin 2015), le genre Horastrea comprend l'espèce suivante :
- Horastrea indica Pichon, 1971